# شبانه (نام)
شبانه نام کوچک افراد زیر است:
- شبانه (بازیگر)، هنرپیشه اهل بنگلادش
- شبانه اعظمی، هنرپیشه و سیاست‌مدار اهل هند
- شبانه بسیج راسخ فعال حقوق زنان اهل افغانستان